# 外交部 (中華民国)
外交部（がいこうぶ）は、中華民国の行政院に属する外交を司る省庁。他国の外務省に相当する。外交部の長を外交部長と呼び（外務大臣に相当）、行政院政務委員が受け持つ。
中華民国憲法第141条は、「中華民国の外交事務は、独立自主の精神に基づき、平等互恵の原則に従い、外交関係を維持し、条約及び国際連合憲章を尊重し、華僑の権益を保護し、国際協力を促進し、国際正義を擁護し、世界平和を確保することを旨として、行われなければならない」と規定している。 憲法に基づき、外交部は中華民国の主権の擁護、国益の保護、台湾の繁栄を促進する外交政策の推進、国際舞台における外交関係の強化を基本的な政策目標としている。
現在ではほとんどの国が「一つの中国」政策を採用しているため、中華民国は現在12の国々とのみ公式の外交関係を持ち、アメリカ合衆国、日本、欧州連合などとは非公式な外交関係を通じ、実質的な関係を築いている。

## 内部機構
- 外交部長
- 外交部次長（政務次長1名、常務次長2名）
- 秘書処（主任秘書）
- 地域司：各地域司の下には大使館や代表処が所属し、各種外交・領事業務に携わっている。
  - 亜東太平洋司：朝鮮半島、香港、澳門、東アジア諸国（日本を除く）、東南アジア諸国、オセアニア、太平洋諸国を担当。
  - 亜西司：西アジア各国を担当。
  - 非洲司：アフリカ各国を担当。
  - 欧洲司：ヨーロッパ各国を担当。
  - 北美司：アメリカ合衆国・カナダを担当。
  - 中南美司：中南米各国を担当。
- 条約法律司：条約、政府間協定、国際環境問題への協力を担当。
- 国際組織司：国連及び関連機関、国際会議、APECを担当。
- ニュース文化司：政府広報、国際情勢・中共分析、ネット管理を担当。
- 礼賓司：国賓の対応、国家式典、受勲関連業務及び各国大使館、代表機構の管理を担当。
- 経貿事務司：WTO、国際経済貿易、国際技術協力を担当。
- 総務司
- 档案情報処
- 電務処
- 人事処
- 政風処
- 会計処
- 研究設計委員会
- 法規委員会
- 国会連絡組
- 非政府組織国際事務委員会 [1]
- 台湾日本関係協会：日本との国家間事務を担当。
- 台湾米国事務委員会：アメリカ合衆国との国家間事務を担当。
- 外交領事人員講習所
- 領事事務局
- 中部弁事処
- 南部弁事処
- 東部弁事処

- 日本事務会：陳水扁政権が対日関係強化のため2005年に設置。外交部の中にありながら国家安全会議の管轄を受ける組織とされたが、2009年、馬英九政権により廃止。

## 歴代外交部長
| 代 | 氏名   | 就任日         | 退任日         |
| -- | ------ | -------------- | -------------- |
| -  | 王寵恵 | 1912年1月      | -              |
| 1  | 陸徴祥 | 1912年3月      | -              |
| 2  | 梁如浩 | 1912年9月      | -              |
| 3  | 陸徴祥 | 1912年11月     | -              |
| 4  | 孫宝琦 | 1913年9月      | -              |
| 5  | 陸徴祥 | 1915年1月      | -              |
| 6  | 伍廷芳 | 1916年11月     | -              |
| 7  | 汪大燮 | 1917年7月      | -              |
| 9  | 顔恵慶 | 1921年5月      | -              |
| 10 | 顧維鈞 | 1924年1月      | -              |
| 11 | 沈瑞麟 | 1925年2月      | -              |
| 12 | 王正廷 | 1925年12月     | -              |
| 13 | 胡惟徳 | 1926年3月      | -              |
| 14 | 顧維鈞 | 1927年1月      | -              |
| 15 | 王蔭泰 | 1927年6月      | -              |
| 16 | 羅文幹 | 1928年2月      | -              |
| -  | 胡漢民 | 1925年7月      | -              |
| 1  | 伍朝枢 | 1927年4月      | -              |
| 2  | 黄郛   | 1928年2月      | -              |
| 3  | 王正廷 | 1928年6月      | -              |
| 4  | 施肇基 | 1931年10月     | -              |
| 5  | 羅文幹 | 1932年1月      | -              |
| 6  | 汪兆銘 | 1933年8月      | -              |
| 7  | 張群   | 1935年12月     | -              |
| 8  | 王寵恵 | 1937年3月      | -              |
| 9  | 郭泰祺 | 1941年6月      | -              |
| 10 | 蔣介石 | 1941年12月     | -              |
| 11 | 宋子文 | 1942年10月     | -              |
| 12 | 王世杰 | 1945年10月     | -              |
|    | 王世杰 | 1948年5月30日  | 1948年12月22日 |
|    | 呉鉄城 | 1948年12月22日 | 1949年3月21日  |
| 1  | 葉公超 | 1949年10月1日  | 1958年7月14日  |
| 2  | 黄少谷 | 1958年7月14日  | 1960年5月31日  |
| 3  | 沈昌煥 | 1960年5月31日  | 1966年5月27日  |
| 4  | 魏道明 | 1966年5月27日  | 1971年3月31日  |
| 5  | 周書楷 | 1971年3月31日  | 1972年5月29日  |
| 6  | 沈昌煥 | 1972年5月29日  | 1978年12月16日 |
| 7  | 蔣彦士 | 1978年12月20日 | 1979年12月19日 |
| 8  | 朱撫松 | 1979年12月19日 | 1987年4月22日  |
| 9  | 丁懋時 | 1987年4月22日  | 1988年7月20日  |
| 10 | 連戦   | 1988年7月20日  | 1990年6月1日   |
| 11 | 銭復   | 1990年6月1日   | 1996年6月10日  |
| 12 | 章孝厳 | 1996年6月10日  | 1997年10月20日 |
| 13 | 胡志強 | 1997年10月20日 | 1999年11月30日 |
| 14 | 程建人 | 1999年11月30日 | 2000年5月20日  |
| 15 | 田弘茂 | 2000年5月20日  | 2002年2月1日   |
| 16 | 簡又新 | 2002年2月1日   | 2004年4月16日  |
| 17 | 陳唐山 | 2004年4月16日  | 2006年1月25日  |
| 18 | 黄志芳 | 2006年1月25日  | 2008年5月6日   |
| 19 | 欧鴻錬 | 2008年5月20日  | 2009年9月10日  |
| 20 | 楊進添 | 2009年9月10日  | 2012年9月27日  |
| 21 | 林永楽 | 2012年9月27日  | 2016年5月20日  |
| 22 | 李大維 | 2016年5月20日  | 2018年2月26日  |
| 23 | 呉釗燮 | 2018年2月26日  | -              |

## 建物
外交部の建物は台北市中正区凱達格蘭大道2号にある。台北捷運台大医院駅より公園路を南下し徒歩3分程度。